# Michów (gromada)
Michów – dawna gromada, czyli najmniejsza jednostka podziału terytorialnego Polskiej Rzeczypospolitej Ludowej w latach 1954–1972.
Gromady, z gromadzkimi radami narodowymi (GRN) jako organami władzy najniższego stopnia na wsi, funkcjonowały od reformy reorganizującej administrację wiejską przeprowadzonej jesienią 1954 do momentu ich zniesienia z dniem 1 stycznia 1973, tym samym wypierając organizację gminną w latach 1954–1972.
Gromadę Michów z siedzibą GRN w Michowie utworzono – jako jedną z 8759 gromad na obszarze Polski – w powiecie lubartowskim w woj. lubelskim na mocy uchwały nr 11 WRN w Lublinie z dnia 5 października 1954. W skład jednostki weszły obszary dotychczasowych gromad Michów, Rudzienko wieś, Rudzienko kol. i Natalin ze zniesionej gminy Michów oraz obszar dotychczasowej gromady Trzciniec ze zniesionej gminy Abramów w powiecie lubartowskim, a także obszar dotychczasowej gromady Miastkówek ze zniesionej gminy Baranów w powiecie puławskim w tymże województwie. Dla gromady ustalono 27 członków gromadzkiej rady narodowej.
1 stycznia 1959 do gromady Michów włączono kolonie Meszno i Kruszyna ze znoszonej gromady Zagóźdź w powiecie puławskim w tymże województwie.
1 stycznia 1960 do gromady Michów włączono obszar zniesionej gromady Katarzyn, a także wieś i kolonię Ostrów, kolonię Szczuchnia i kolonię Wymysłów ze zniesionej gromady Krupy w tymże powiecie.
Gromada przetrwała do końca 1972 roku, czyli do kolejnej reformy gminnej. 1 stycznia 1973 w powiecie lubartowskim reaktywowano gminę Michów.